# Spiralgalax

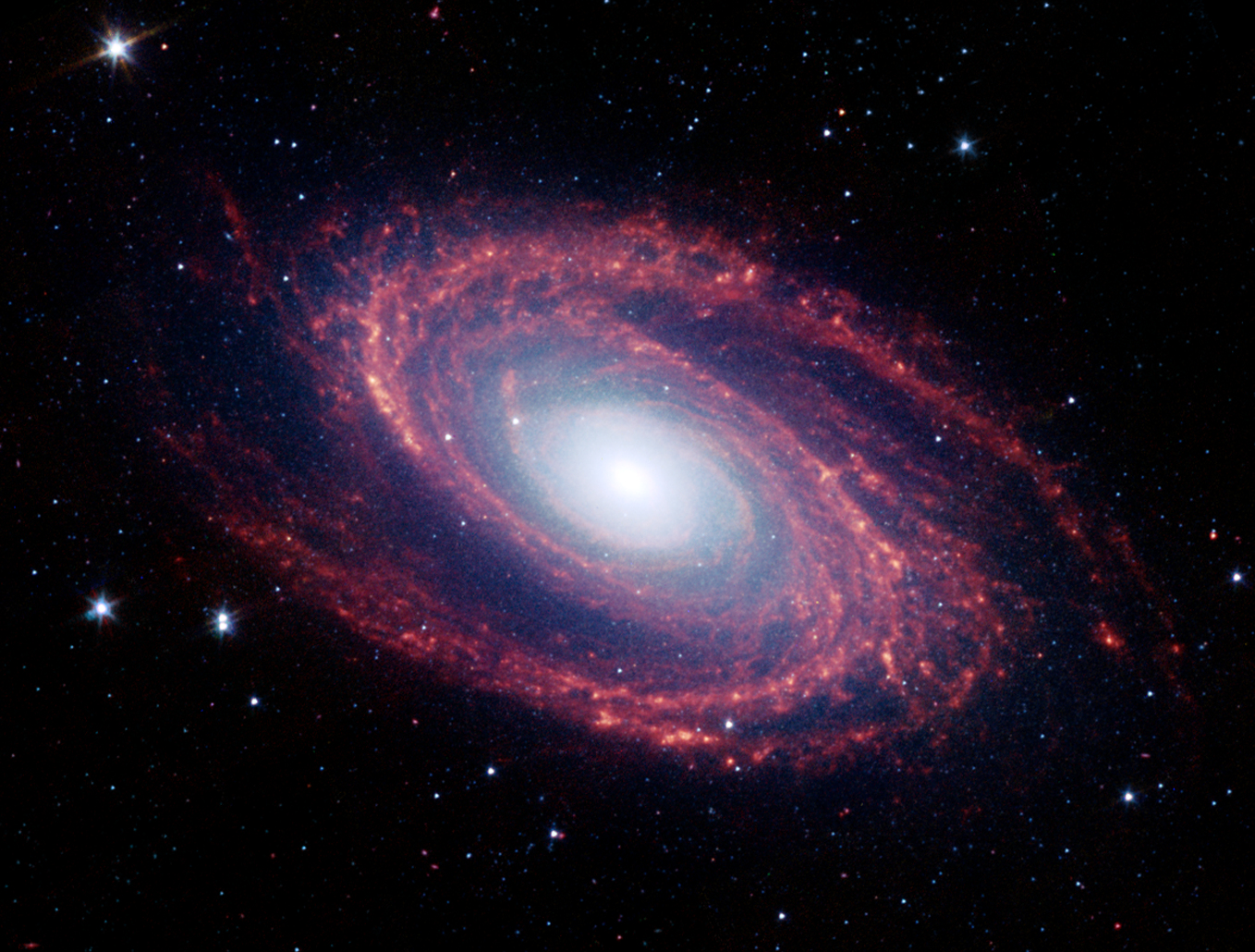
NGC 3031, en spiralgalax

En spiralgalax är en samling av ett relativt stort antal stjärnor (storleksordningen 10-100 miljarder), där majoriteten befinner sig i en flat diskusliknande skiva. Mitten av denna skiva är ofta mer eller mindre klotformig, och ytterkanterna består av en eller flera armar som är vindade runt centrum. Dessa armar består av områden där stjärntätheten är relativt sett större. De är rika på interstellära medier som stoft och gas och innehåller till största del unga, blå stjärnor medan det finns äldre, röda stjärnor i centrum.
Några få, framförallt äldre stjärnor, finns i områdena 'över' respektive 'under' skivan i den så kallade halon.

Beroende på åt vilket håll armarna är riktade under galaxens rotation kan dessa klassificeras i två typer, släpande och ledande. Släpande armar på galaxen snurrar med sina ytterspetsar riktade mot (=baklänges i) galaxens rotationsriktning. Ytterspetsen på en ledande arm pekar i samma riktning som rotationen. Släpande armar har visat sig vanligast och några exempel på sådana spiralgalaxer är Andromedagalaxen (också känd som M31) och Vintergatan, vilken är den galax som vår sol tillhör. Till den andra gruppen hör bland några få NGC 4622, som har de yttre armarna ledande.

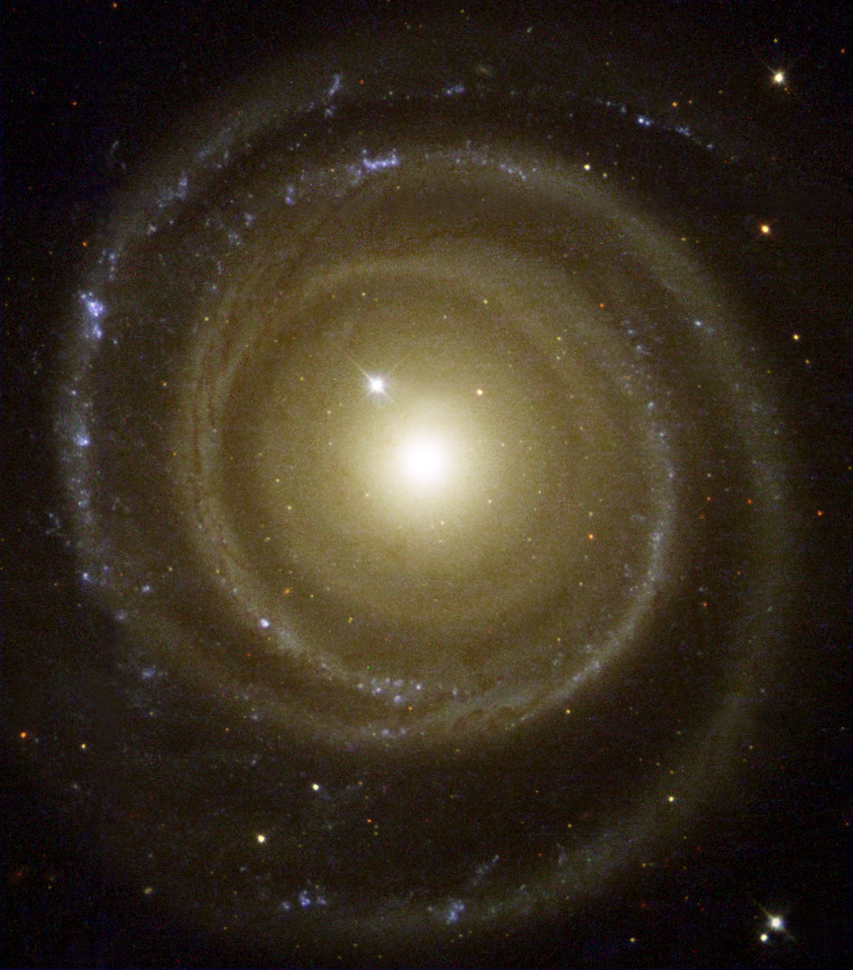
NGC 4622 är en bakvänd spiralgalax.

En bakvänd spiralgalax är en typ av galax där armarna tycks leda rotationriktningen. I de flesta spiralgalaxer, som Vintergatan, släpar armarna efter kärnan i dess rotationsriktning, som om de följde i dess kölvatten. Binney & Tremaine (1987) reder ut dessa begrepp i kapitel 6 av sin bok.